# Жеминиану

Жеминиану на карте штата.

Жеминиану (порт. Geminiano) — муниципалитет в Бразилии, входит в штат Пиауи. Составная часть мезорегиона Юго-восток штата Пиауи. Входит в экономико-статистический микрорегион Пикус. Население составляет 5475 человек на 2010 год. Занимает площадь 455,684 км². Плотность населения — 12,01 чел./км².

## Демография
Согласно сведениям, собранным в ходе переписи 2010 г. Национальным институтом географии и статистики (IBGE), население муниципалитета составляет:
| Полное население                               | Полное население                               | Полное население                               | Полное население                               | 5475  |
| ---------------------------------------------- | ---------------------------------------------- | ---------------------------------------------- | ---------------------------------------------- | ----- |
| в том числе:                                   | Городское население                            | 1216                                           | Процент городского населения, %                | 22,21 |
|                                                | Сельское население                             | 4259                                           | Процент сельского населения, %                 | 77,79 |
|                                                | Мужское население                              | 2776                                           | Процент мужского населения, %                  | 50,70 |
|                                                | Женское население                              | 2699                                           | Процент женского населения, %                  | 49,30 |
| Плотность населения, чел/км²                   | Плотность населения, чел/км²                   | Плотность населения, чел/км²                   | Плотность населения, чел/км²                   | 12,01 |
| Население муниципалитета в % к населению штата | Население муниципалитета в % к населению штата | Население муниципалитета в % к населению штата | Население муниципалитета в % к населению штата | 0,18  |

По данным оценки 2016 года, население муниципалитета составляет 5319 жителей.

## Статистика
- Валовой внутренний продукт на 2003 год составляет 9 197 714,00 реалов (данные: Бразильский институт географии и статистики).
- Валовой внутренний продукт на душу населения на 2003 год составляет 1838,44 реалов (данные: Бразильский институт географии и статистики).
- Индекс развития человеческого потенциала на 2000 год составляет 0,542 (данные: Программа развития ООН).